# William Peck
Sir William Peck (03 de janeiro de 1862 - 7 de março de 1925) foi um astrônomo escocês e fabricante de instrumentos científicos, tendo dirigido o Observatório da Cidade de Edimburgo, de 1889 até sua morte.

Foi membro da Ordem Hermética da Aurora Dourada (Golden Dawn).